# The Sea Hawk (pel·lícula de 1924)
'The Sea Hawk' és una pel·lícula muda de capa i espasa dirigida per Frank Lloyd i protagonitzada per Milton Sills. La pel·lícula, basada en la novel·la homònima de Rafael Sabatini, es va estrenar el 2 de juny de 1924. Existeix una segona pel·lícula amb el mateix títol, del 1940 i protagonitzada per Errol Flynn, però no està basada en la novel·la de Sabatini.

## Argument
A instàncies del seu germanastre Lionel, Oliver Tressilian, un ric baronet, és acusat de la mort de Peter Godolphin, germà de la promesa d'Oliver, a qui Lionel ha assassinat i condemnat a galeres. Al mar Oliver és capturat pels espanyols i convertit en esclau en la galera. Aconsegueix escapar i es converteix en Sakr-el-Bahr, el falcó del mar, el flagell de la cristiandat. Un dia s'assabenta que la seva promesa Rosamund Godolphin s'ha casat amb el seu germanastre, els segresta, però per evitar que ella sigui enviada a l'Alger es rendeix a un vaixell britànic. Rosamund intercedeix per salvar-li la vida i després de la mort de Lionel es casen.

## Repartiment
- Milton Sills (Sir Oliver Tressilian)
- Enid Bennett (Lady Rosamund Godolphin)
- Lloyd Hughes (Lionel Tressilian)
- Wallace Beery (capità Jasper Leigh)
- Marc McDermott (Sir John Killigrew)
- Wallace MacDonald (Peter Godolphin)
- Bert Woodruff (Nick, criat d'Oliver)
- Claire Du Brey (Siren)
- Lionel Belmore (Anthony Baine)
- Cristina Montt (Infanta d'Espanya)
- Albert Prisco (Yusuf-Ben-Moktar)
- Frank Currier (Asad-ed-Din)
- William Collier Jr. (Marsak)
- Medea Radzina (Fenzileh)
- Fred DeSilva (Ali)
- Kathleen Key (esclava andalusa)
- Hector Sarno (Tsmanni)
- Robert Bolder (Ayoub)
- Fred Spencer as Boatswain
- S.E. Jennings (capità de la guàrdia d'Asad)
- Henry A. Barrows (bisbe, no surt als crèdits)
- Carl D. Bruner (no acreditat)
- Andrew Johnston (Sir Walter, no surt als crèdits)
- Theodore Lorch (mercader turc, no surt als crèdits)
- Louis Morrison (posader, no surt als crèdits)
- George O'Brien (esclau de la galera, no surt als crèdits)
- Kate Price (dona del posader, no surt als crèdits)
- George Romain (Capità de fragata espanyol, no surt als crèdits)
- Walter Wilkinson (fill petit d'Oliver, no surt als crèdits)
- Nancy Zann (esclava espanyola, no surt als crèdits)

## Producció
El 1923 l'Associated First National Pictures va adquirir els drets cinematogràfics de la novel·la de pirates “The Sea Hawk” de Rafael Sabatini amb la idea de fer-ne una gran producció. Frank Lloyd va fer construir quatre vaixells del segle xvi a escala per a la pel·lícula: la galera morisca, el galió espanyol i dues fragates angleses (The Silver Heron i The Swallow). La filmació va tenir lloc al Pacífic, en un lloc proper a San Francisco, a l'illa de Santa Catalina. Durant el rodatge, l'actor Lloyd Hugher va refusar ser substituït per un actor de doblatge en una escena en que el seu personatge era llençat del vaixell i com a conseqüència va contreure una pneumònia. El 1929 va ser escollida com una de les millors pel·lícules del 1924 pel “Film Daily Year Book”.